# RFL Championship 1935-36
El Championship de 1935-36 fue la 41.º edición del torneo de rugby league más importante de Inglaterra.

## Formato
Los equipos se enfrentaron en formato de todos contra todos, los primeros cuatro equipos clasificaron a postemporada.
Se otorgaron 2 puntos por cada victoria, 1 por el empate y 0 por la derrota.

## Desarrollo

### Tabla de posiciones
| Pos. | Equipo                     | Encuentros | Encuentros | Encuentros | Encuentros | Puntos |
| Pos. | Equipo                     | PJ         | PG         | PE         | PP         | Puntos |
| ---- | -------------------------- | ---------- | ---------- | ---------- | ---------- | ------ |
| 1    | Hull FC                    | 38         | 30         | 1          | 7          | 61     |
| 2    | Liverpool Stanley          | 38         | 27         | 2          | 9          | 56     |
| 3    | Widnes Vikings             | 38         | 25         | 4          | 9          | 54     |
| 4    | Wigan Warriors             | 38         | 25         | 1          | 12         | 51     |
| 5    | Salford Red Devils         | 38         | 25         | 0          | 13         | 50     |
| 6    | Broughton Rangers          | 38         | 23         | 3          | 12         | 49     |
| 7    | York FC                    | 38         | 22         | 4          | 12         | 48     |
| 8    | Leeds Rhinos               | 38         | 23         | 2          | 13         | 48     |
| 9    | Huddersfield Giants        | 38         | 23         | 0          | 15         | 46     |
| 10   | Barrow Raiders             | 38         | 21         | 3          | 14         | 45     |
| 11   | Warrington Wolves          | 38         | 21         | 3          | 14         | 45     |
| 12   | Castleford Tigers          | 38         | 22         | 0          | 16         | 44     |
| 13   | Halifax RLFC               | 38         | 20         | 3          | 15         | 43     |
| 14   | Swinton Lions              | 38         | 19         | 3          | 16         | 41     |
| 15   | Oldham RLFC                | 38         | 20         | 1          | 17         | 41     |
| 16   | Hunslet FC                 | 38         | 20         | 1          | 17         | 41     |
| 17   | Batley Bulldogs            | 38         | 19         | 2          | 17         | 40     |
| 18   | Keighley Cougars           | 38         | 18         | 2          | 18         | 38     |
| 19   | Bradford Northern          | 38         | 16         | 2          | 20         | 34     |
| 20   | Rochdale Hornets           | 38         | 17         | 0          | 21         | 34     |
| 21   | Acton and Willesden RLFC   | 38         | 13         | 4          | 21         | 30     |
| 22   | Wakefield Trinity          | 38         | 13         | 2          | 23         | 28     |
| 23   | St Helens RFC              | 38         | 13         | 1          | 24         | 27     |
| 24   | Streatham and Mitcham RLFC | 38         | 12         | 2          | 24         | 26     |
| 25   | Bramley RLFC               | 38         | 12         | 2          | 24         | 26     |
| 26   | St Helens Recreation RLFC  | 38         | 11         | 1          | 26         | 23     |
| 27   | Leigh Centurions           | 38         | 10         | 2          | 26         | 22     |
| 28   | Hull Kingston Rovers       | 38         | 9          | 3          | 26         | 21     |
| 29   | Dewsbury Rams              | 38         | 6          | 2          | 30         | 14     |
| 30   | Featherstone Rovers        | 38         | 5          | 4          | 29         | 14     |

|  | Clasificados a postemporada. |

### Postemporada

#### Semifinal
| 2 de mayo de 1936 | Hull FC | 13 - 2 | Wigan Warriors |  |  |

| 2 de mayo de 1936 | Liverpool Stanley | 9 - 10 | Widnes Vikings |  |  |

#### Final
| 9 de mayo de 1936 | Hull FC | 21 - 2 | Widnes Vikings | Fartown Ground, Huddersfield |  |

| Bandera de Inglaterra |
| Campeón Hull FC       |
| Tercer título         |